# یوزف ماسوپوست
یوزف ماسوپوست (چکی: Josef Masopust؛ ۹ فوریهٔ ۱۹۳۱ – ۲۹ ژوئن ۲۰۱۵) یک مربی و بازیکن اهل چکسلواکی بود.

## باشگاهی
از باشگاه‌هایی که در آن بازی کرده‌است می‌توان به باشگاه فوتبال تپلیس و دوکلا پراگ اشاره کرد. ماساپوست که سابقه ۶۵ بازی و ۱۰ گل ملی دارد به همراه تیم ملی فوتبال چکسلواکی در جام جهانی فوتبال ۱۹۵۸ و ۱۹۶۲ حضور داشته‌است.

## جوایز
- نایب قهرمان جام جهانی فوتبال ۱۹۶۲
- توپ طلای اروپا (۱۹۶۲)
- توپ نقره فیفا (۱۹۶۲)
- انتخاب در تیم منتخب فیفا (۱۹۶۲)
- انتخاب در تیم منتخب یوفت (۱۹۶۰)
- بازیکن فوتبال سال چکسلواکی (۱۹۶۶)
- انتخاب در فیفا ۱۰۰

## آمار بازی‌های ملی
| چکسلواکی | چکسلواکی | چکسلواکی |
| سال      | بازی     | گل       |
| -------- | -------- | -------- |
| ۱۹۵۴     | ۱        | ۰        |
| ۱۹۵۵     | ۰        | ۰        |
| ۱۹۵۶     | ۱۰       | ۲        |
| ۱۹۵۷     | ۶        | ۰        |
| ۱۹۵۸     | ۱۰       | ۲        |
| ۱۹۵۹     | ۲        | ۰        |
| ۱۹۶۰     | ۶        | ۲        |
| ۱۹۶۱     | ۷        | ۱        |
| ۱۹۶۲     | ۱۱       | ۳        |
| ۱۹۶۳     | ۴        | ۰        |
| ۱۹۶۴     | ۴        | ۰        |
| ۱۹۶۵     | ۱        | ۰        |
| ۱۹۶۶     | ۱        | ۰        |
| مجموع    | ۶۳       | ۱۰       |